# Rossas (Arouca)
Rossas es una freguesia portuguesa del concelho de Arouca, con 16,23 km² de superficie y 1.693 habitantes (2001). Su densidad de población es de 104,3 hab/km².